# Filmore Beck
Filmore Beck (* 22. Juni 1991 in Frankfurt am Main) ist ein deutscher Basketballspieler.

## Laufbahn
Beck wurde als Doppellizenzspieler wie auch sein Mitspieler Fabian Franke mit einem Dreijahresvertrag bei den Skyliners Frankfurt und der 2. Bundesliga ProB ausgestattet. In der vergangenen NBBL-Saison erzielte er für die Eintracht Frankfurt in der Division Mitte im Schnitt 20,1 Punkte und 3,6 Rebounds. Auch in der Regionalliga überzeugte er mit 12,9 Zählern je Begegnung.
Nach einer Auszeit schloss sich Beck schließlich 2012/2013 den White Wings Hanau aus der 2. Bundesliga ProB an. Zur Saison 2013/2014 verließ er den Verein jedoch wieder und wechselte zu Ligakonkurrent TV Langen.
Beck wurde im November 2014 nach einem Faustschlag während des Spiels TV Langen gegen die BG Karlsruhe von seinem Verein entlassen. Bei dieser Tätlichkeit erlitt sein Gegenspieler Paul Brotherson einen Jochbein- und Kieferbruch. Aufgrund der Tätlichkeit wurde er zunächst bis zum 30. Juni 2018 gesperrt, wobei dieses erste Urteil im Berufungsverfahren durch das Schiedsgericht weitgehend aufgehoben und die Sperre bis zum Saisonende am 30. Juni 2015 verkürzt wurde. Daran anschließend setzte Beck seine Karriere beim ProB-Aufsteiger ScanPlus Baskets aus Elchingen fort, wo er neben seiner sportlichen Karriere auch eine kaufmännische Ausbildung begann.
In der Saison 2017/18 wurde Beck mit Elchingen Meister der 2. Bundesliga ProB. Im Verlauf des Spieljahres kam Beck in 28 Spielen zum Einsatz und erzielte in der Meistersaison im Durchschnitt 10,9 Punkte pro Partie. Zum Aufstieg in die 2. Bundesliga Pro A kam es jedoch nicht, da Elchingen schon zuvor seinen Verzicht erklärt hatte. Nach dem Gewinn der Meisterschaft verließ Beck Elchingen und wechselte zum PS Karlsruhe in die 2. Bundesliga ProA. Er spielte bis 2020 in Karlsruhe. In der Saison 2020/21 spielte Beck nicht, im Sommer 2021 kehrte er nach Elchingen zurück. Die Mannschaft war zuvor wieder in die 2. Bundesliga ProB aufgestiegen. Elchingen meldete seine Mannschaft vor dem Saisonbeginn vom Spielbetrieb ab, Beck schloss sich im November 2021 dem Zweitligisten Itzehoe Eagles an. Er war bei den Norddeutschen in der Saison 2021/22 mit 13,5 Punkten je Begegnung Leistungsträger, seine 69 erzielten Dreipunktewürfe waren Mannschaftshöchstwert, jedoch wurde der Klassenerhalt nicht geschafft. Er verließ Itzehoe nach der Saison.
Im Januar 2023 stieß Beck zur Mannschaft des abstiegsgefährdeten Drittligisten BBG Herford. Zum Spieljahr 2023/24 ging er nach Itzehoe zurück, das anders als bei seinem ersten Engagement mittlerweile in der drittklassigen 2. Bundesliga ProB spielte. Im Anschluss an die Saison 2023/24 verließ Beck Itzehoe und schloss sich in der Sommerpause 2024 dem italienischen Drittligisten Virtus Cassino an. Für Cassino erzielte er während des Spieljahres 2024/25 im Durchschnitt 13,5 Punkte je Begegnung. Im Juli 2025 nahm Beck ein Angebot von Felice Scandone Avellino (zweite Liga Italien) an.